# 風鎮

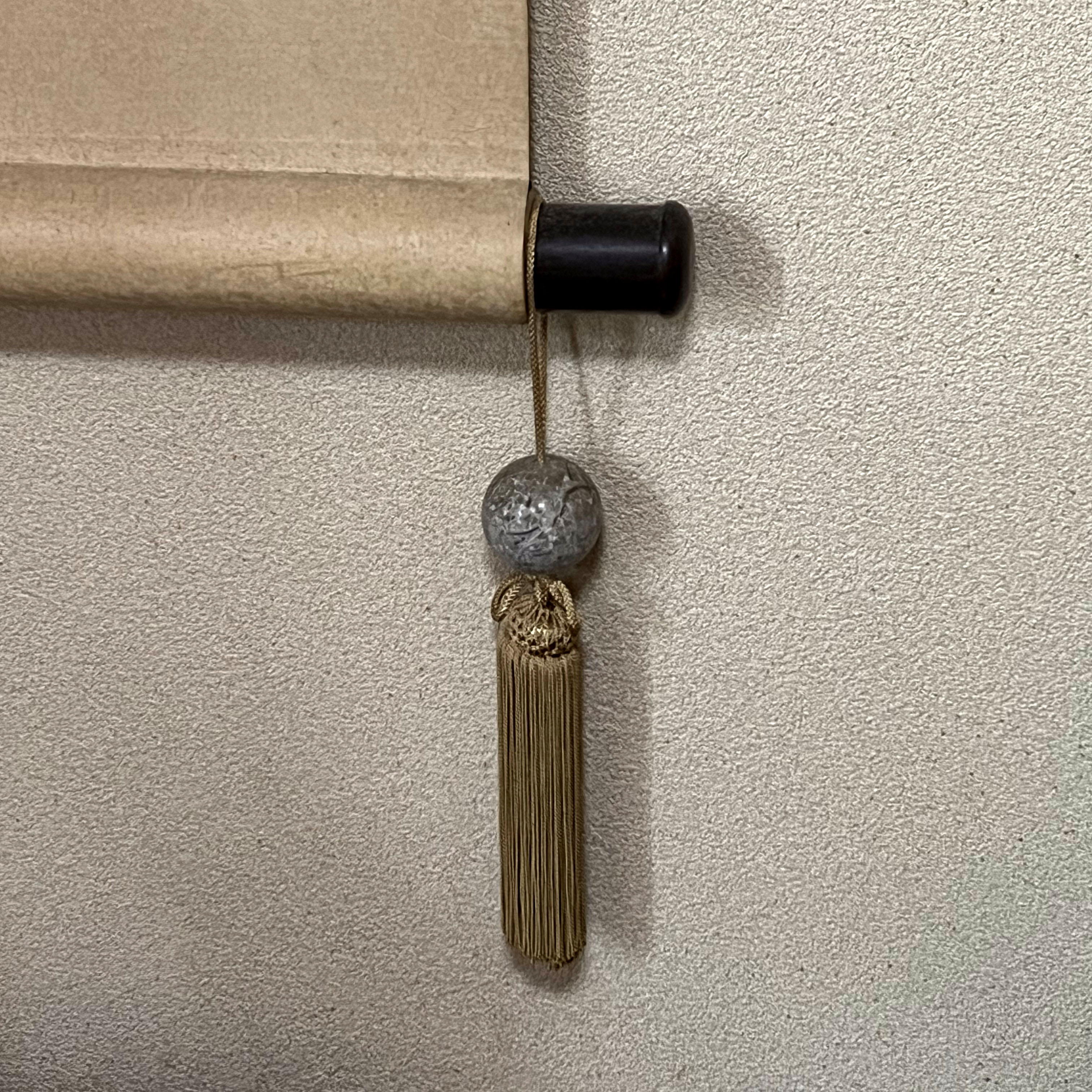
使用例

風鎮（ふうちん）とは、掛軸の軸先に付ける錘のこと。「風を鎮める」という字の如く、掛軸が風に揺れないようにするためのもので、飾りとしての意味合いも強い。中空になった陶磁器などに房を通した構造をしており、その房を軸の両端に掛ける。
錘には陶器や磁器の他にも、メノウ、水晶、黒檀などで作られたものがある。特に最近では住宅の気密化によって本来の役目が失われつつあるため、重さによって掛軸が傷まないようプラスチック製の風鎮なども生産されている。また、高級なものは専用の桐箱が付属することが多く、使用しない時はこれに収めて保管することとなる。